# Ergotamina
Ergotamina (łac. ergotaminum) – organiczny związek chemiczny, złożony amid kwasu lizergowego; alkaloid sporyszu. Wiąże się z receptorami noradrenaliny, serotoniny i dopaminy, powoduje skurcz mięśni gładkich macicy i naczyń krwionośnych.
Strukturalnie jest bardzo zbliżona do innego alkaloidu ze sporyszu – dihydroergotaminy, od której różni się obecnością dodatkowego wiązania podwójnego w piperydynowym pierścieniu reszty ergolinowej.
Znalazła zastosowanie w medycynie jako lek powstrzymujący krwawienie z dróg rodnych; stosowana jest również w połączeniach z innymi lekami w leczeniu migreny.